# 光本勇介
光本 勇介（みつもと ゆうすけ、1982年12月10日 - ）は、日本の実業家、起業家。株式会社バンク、STORES.jp株式会社、株式会社実験の創業者、および、hey株式会社の共同創業者である。

## 経歴
2005年、青山学院大学国際政治経済学部を卒業。同年に外資系広告代理店オグルヴィ・アンド・メイザージャパン（現ジオメトリー・オグルヴィ・ジャパン）に入社。
2008年、株式会社ブラケット（現hey株式会社）を設立し、代表取締役兼CEOに就任。
2009年、ソーシャル・カーシェアリング・サービス「CaFoRe」（2012年に事業売却済み）を設立。
2010年、オリジナルのシューズをWeb上でデザインできるサービス「Shoes of Prey」をリリース。
同年、「モデル」と「企業」のマッチング・サービスである「ModelTown」（2012年に事業売却済み）をリリース。
2012年、誰でも簡単にオンラインストアを作れる「STORES.jp」をリリース。
2013年、株式会社ブラケット（その後STORES.jp、現hey）をZOZOTOWN運営企業スタートトゥデイへ全株式を売却。光本はスタートトゥデイ社の株式945,000株を株式交換にて取得。
2016年、ZOZOTOWN運営企業スタートトゥデイに対してMBOを実施し、株式会社ブラケットの全株式を再取得。同年、同社代表取締役兼CEOを退任し、取締役会長に就任。
2017年、株式会社バンクを設立し、代表取締役兼CEOに就任。同年、物を一瞬で現金に交換することができる「CASH」をリリースし、世間で大きな話題となり、リリース後16時間でサービスを一時停止した。二か月後に「CASH」は再リリースされた。
2017年10月、株式会社バンクを合同会社DMM.comへ全株式を70億円で売却した。
2018年にはストアーズ・ドット・ジェーピー株式会社とコイニー株式会社を傘下に置く形でhey株式会社を設立し、取締役に就任した。同年11月には合同会社DMM.comに対してMBOを実施し、株式会社バンクの全株式を再取得した。
2019年9月、株式会社バンクを解散させた。同年10月、後払い専用旅行代理店アプリ「TRAVEL Now」を株式会社エアトリへ事業売却した。
2020年4月、「CASH」をBuySell Technologiesへ、また同年10月には有料写真SNS「FOLLOW ME」をUUUM株式会社へそれぞれ事業売却。

## 人物
10歳から18歳までをデンマークとイギリスにて過ごした。趣味はインターネット。
NPO法人である柔道教育ソリダリティーを個人名義かつ自身が代表取締役兼CEOを務める株式会社ブラケットを通じて支援していた。

## 起業・売却した企業
2012年 CaFoRe
- 売却先：非公開
- 金額：非公開（1億円以下）

2012年 ModelTown
- 売却先：非公開
- 金額：非公開（1億円以下）

2013年 株式会社ブラケット（その後STORES.jp株式会社に社名変更、現hey株式会社）
- 売却先：株式会社ZOZO
- 金額：ZOZO社の株式945,000株と株式交換

2017年 株式会社バンク
- 売却先：株式会社DMM.com
- 金額：70億円

2018年 非公開（光本100%所有会社）
- 売却先：非公開
- 金額：非公開（10億円以上20億円以下）

2019年 Travel Now
- 売却先：株式会社エアトリ
- 金額：非公開（1億円以上5億円以下）

2020年 CASH
- 売却先：株式会社BuySell Technologies
- 金額：非公開（1億円以上5億円以下）

2020年 FOLLOW ME
- 売却先：UUUM株式会社
- 金額：非公開（1億円以上5億円以下）

## [3]報道・不祥事・事件
2017年、DMMがバンク社の全株式を70億円で買収したが、光本がやる気を見せず、DMMの会長である亀山が光本に全株式を5億円で買い戻させた。株式会社バンクに運転資金として貸し付けていた20億円は、5年間で返す約束をしたが、約1年後に「返せないから会社を潰す」と光本が亀山に連絡し、5億円のみ返済後、15億円は債務放棄した。
2020年11月、光本が発案したゲームだと言われる「15分以内にテキーラを1瓶飲み干せたら10万円をあげる」という「テキーラチャレンジ」といった一気飲みゲームをラウンジで行い、一気飲みしたラウンジ勤務の女性が死亡した事件に関与していたとの報道がなされた。光本は『デイリー新潮』にて「無理やり飲ませたわけではない」と釈明を行った。

## 著作
- 実験思考 世の中、すべては実験 (NewsPicks Book)　幻冬舎　2019年5月　ISBN 9784344034631 [1]